# São João do Manhuaçu
São João do Manhuaçu este un oraș în Minas Gerais (MG), Brazilia.